# Tala Hamza
Tala Hamza (în arabă ثالة حمزة) este o comună din provincia Béjaïa, Algeria.
Populația comunei este de 11.675 de locuitori (2008).